# 2,2-dibromopropano
El 2,2-dibromopropano es un halogenuro de alquilo con fórmula molecular C3H6Br2.